# Partido Popular Socialista (Mexiko)
Die Partido Popular Socialista (PPS; dt.: Sozialistische Volkspartei) war ab den 1960er Jahren eine kommunistisch ausgerichtete mexikanische Partei, die im Ursprung 1948 von Vicente Lombardo Toledano nach den Ideologien der Arbeiterbewegung unter dem damaligen Namen Partido Popular (dt.: Volkspartei) gegründet wurde. Sie verlor 1997 ihre Zulassung als nationale Partei.

## Entwicklung

### Die ursprünglichePartido Popular(1948–1960)
Lombardo Toledanos, der auch der erste Vorsitzende der Arbeiterbewegung Confederación de Trabajadores de México (CTM) war, wollte mit der Gründung der Partido Popular auf gemäßigte und zunehmend korrupte Politik der regierenden Partido Revolucionario Institucional (PRI) entgegnen. Unterstützt wurde die Partido Popular von Eisenbahnverbänden und Arbeiterverbänden aus der Bergbau- und Ölindustrie, konnte aber bei den Wahlen gegen die starke PRI nicht konkurrieren. Mit dem Entschluss der marxistisch-leninistischen Ausrichtung der Parteipolitik erfolgte die Umbenennung in Partido Popular Socialista.

### DiePartido Popular Socialista(1961–1997)
Mit der ideologischen Neuausrichtung nahm auch die ablehnende Haltung der PRI gegenüber der Parteiführung der PPS ab. Die PPS wurde häufig als „loyale Opposition“ kritisiert, was zu einer Abspaltung des linken Parteiflügels und zu dessen Aufgang in der Partido del Pueblo Mexicano (PPM) führte. Ab 1989 verlor die PPS zunehmend Wählerstimmen, die vor allem an die Partido de la Revolución Democrática (PRD) übergingen. Nach einer weiteren Splitterung der PPS im Jahr 1997 kam es in diesem Zusammenhang zur Neugründung der Partido Popular Socialista de México (PPSM), die als Nachfolgerin von Lombardo Toledanos Partei gilt.

### Die heutigePopular Socialista-Organisation (seit 1997)
Die PPS selbst verlor 1997 ihre Zulassung als nationale Partei, besteht aber unter dem Namen Popular Socialista heute als politische Organisation fort.

## Parteivorsitzende
- 1948–1968: Vicente Lombardo Toledano
- 1968–1989: Jorge Cruickshank García
- 1989–1997: Indalecio Sáyago Herrera
- 1997: Manuel Fernández Flores

## Präsidentschaftskandidaturen
1952 trat Vicente Lombardo Toledano als Präsidentschaftskandidat an. Bei den sechsjährlich abgehaltenen Wahlen von 1958 bis 1988 trat die PPS ohne Aufstellung eines eigenen Kandidaten in Wahlbündnissen an, bis einschließlich 1982 mit der PRI und der PARM und 1988 zusammen mit der PARM, der PFCRN, der PMS als „Frente Democrático Nacional“. 1994 stellte die PPS Marcela Lombardo Otero als ihren Kandidaten auf.